# Le Prêteur et sa Femme
Le Prêteur et sa Femme, parfois aussi appelé Le Changeur et sa Femme, Le Peseur d'or et sa Femme ou encore Le Banquier et sa Femme est un tableau du peintre flamand Quentin Metsys réalisé en 1514. Cette huile sur panneau, conservée au musée du Louvre, à Paris, paraît au premier abord être une scène de genre. Elle se révèle en fait une représentation allégorique et moralisatrice (signes de vanité associés aux symboles chrétiens du memento mori tels que la bougie éteinte, la balance du Jugement dernier, dénonciation de l'avarice et exaltation de l'honnêteté) de la profession du prêteur d'argent voulant inciter les banquiers à une modération chrétienne, voire érasmienne, dans la pratique de leurs affaires, comme le montre clairement Quentin Metsys six ans plus tard dans un autre tableau aux personnages grotesques, intitulé Les Usuriers.
Le tableau est daté et signé sur le rouleau de parchemin posé sur l'étagère supérieure, au-dessus du livre : « Quentin Metsys / Schilder 1514 ».

## Description et analyse: à quel genre l'œuvre appartient-elle?

### Un double portrait?
Un réflexe contemporain, qui verrait dans ce tableau un double portrait privé, est à écarter immédiatement. En effet, même si le rapprochement avec une œuvre comme Les Époux Arnolfini peinte par Jan van Eyck un siècle plus tôt (1434, National Gallery, Londres) est de prime abord particulièrement tentant, et qu'il est vrai que le genre du portrait privé se développe tout particulièrement à partir du XVe siècle en Europe, l'absence d'identification précise des deux personnages mis en scène, ainsi que le caractère archaïsant pour l'époque de leurs habits, doit infirmer cette première hypothèse d'une commande privée de bourgeois.

### Une scène de genre?

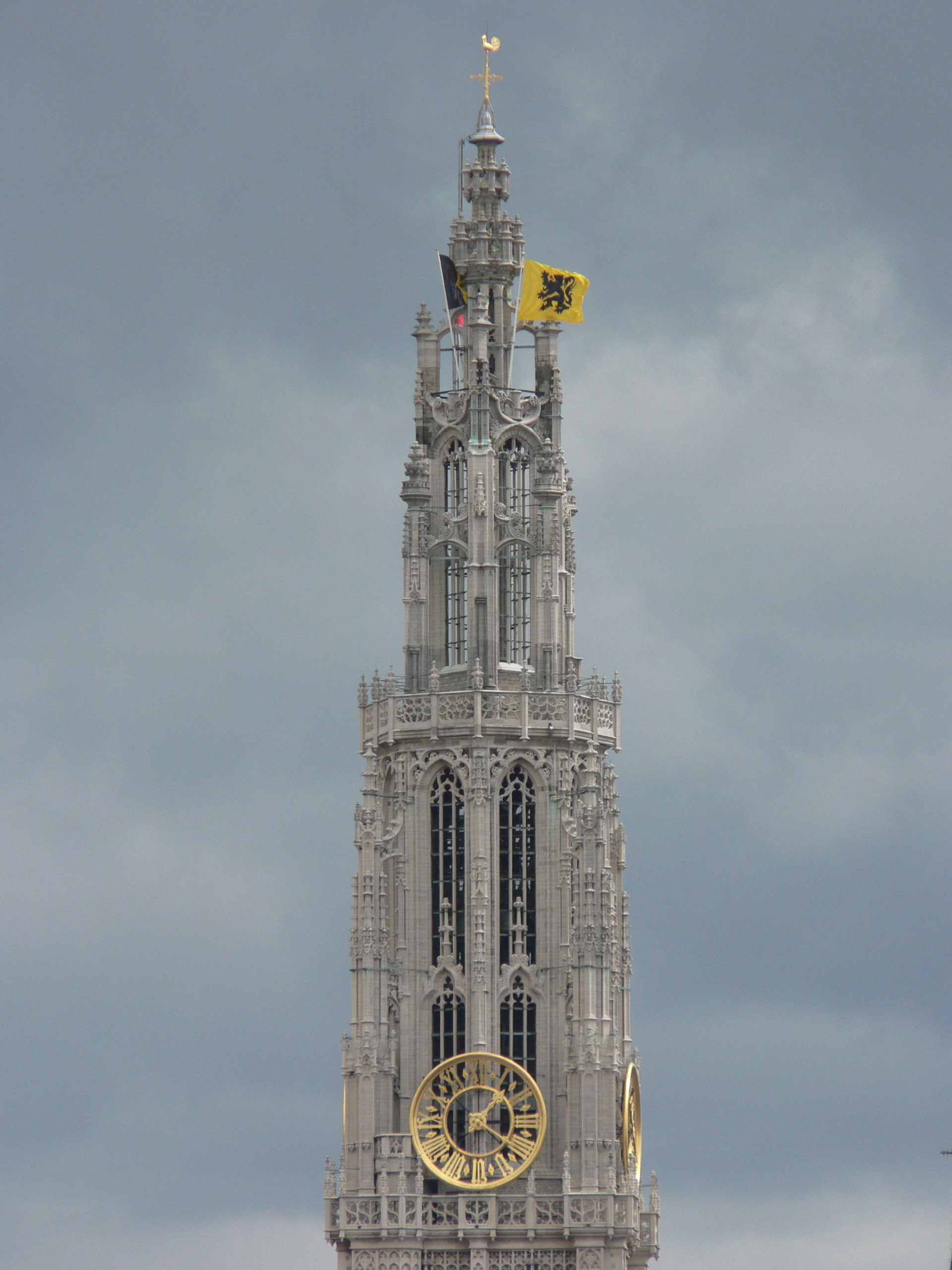
La grande tour nord de la cathédrale Notre-Dame d'Anvers.

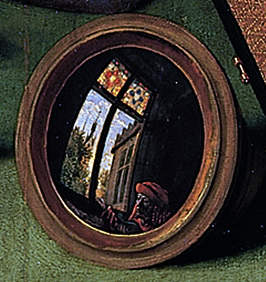
Détail du miroir convexe.

Le tableau pourrait, en second lieu, évoquer une scène de genre, figurant une scène de la vie quotidienne dans un milieu réaliste, à savoir, une scène de change dans le comptoir d'un changeur d'une ville commerçante de la Flandre de la Renaissance, comme le suggère le titre retenu par le musée du Louvre. Les nombreux détails réalistes renvoyant à un univers familier du peintre flamand, maître au sein de la guilde des peintres d'Anvers depuis 1491, pourraient aller dans ce sens.

#### Une scène flamande
Si le tableau représente une scène d'intérieur, le miroir convexe, posé sur la table et orienté vers la gauche du spectateur, reflète une fenêtre à croisée qui s'ouvre vers l'extérieur. Les deux vitres supérieures représentent deux croix quadrilobées, rouge et bleue. Dans la vitre inférieure gauche, on distingue, se dressant au-dessus des arbres, la flèche gothique d'un beffroi, élément d'architecture typique de la Belgique et du Nord de la France. La forme élancée de celle-ci n'est d'ailleurs pas sans rappeler le beffroi ecclésiastique de la cathédrale Notre-Dame d'Anvers - sans cependant renvoyer exclusivement à ce dernier.
La Flandre, et tout particulièrement les villes d'Anvers et de Bruges, sont au début du XVe siècle des centres économiques de la plus haute importance, carrefours d'échanges entre le Nord et le Sud où se croisent marchands et banquiers venus de l'Europe entière. Cette activité frénétique de commerce entraîne donc le développement de la profession de prêteur et, le cosmopolitisme des marchands, l'activité de changeur.

#### Des objets caractérisant le prêteur, ou le changeur

##### Les objets précieux: des valeurs d'échange?
Devant l'homme, dans l'angle inférieur gauche du panneau, se trouvent divers objets représentatifs de son métier. On remarque un hanap de cristal à facettes ouvragé incrusté de métal, une bourse d'étoffe noire ouverte, laissant voir des perles brutes, ainsi qu'un rouleau de papier dans lequel sont enfilées quatre bagues montées de pierres précieuses, alternativement rouges et vertes. Ces objets placés sur la table, à côté d'un tas de pièces d'or de différentes provenances, suggèrent leur conversion en espèces sonnantes et trébuchantes.

##### Les pièces d'or

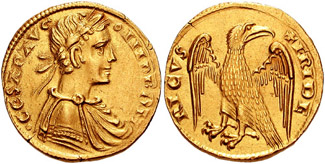
Avers et revers d'une augustale de Frédéric II

Devant l'homme se trouve un monceau de pièces de pays et d'époques divers. On peut identifier, grâce à la perfection réaliste du rendu des pièces par le peintre, l'avers d'un écu d'or du royaume de France, reconnaissable au bouclier, ou « écu », encadrant trois fleurs de lys et surmonté d'une couronne(sur le tas de pièces à gauche, au-dessous de la bague du prêteur), et celui d'une augustale de Frédéric II, empereur du Saint-Empire romain germanique au XIIIe siècle (à droite du tas, entre le plateau du trébuchet et le godet posé derrière celui-ci sur la table). On peut également identifier en grandeur naturelle un trifollaro de Sicile, un penny anglais.

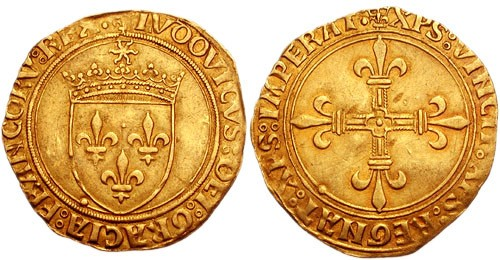
Avers et revers d'un écu de Louis XII (1498-1515)

À une époque où la monnaie fiduciaire n'est pas encore généralisée, et dans un contexte d'échanges internationaux, la valeur des pièces, et leur change, dépendaient de leur poids en métaux précieux, et au premier chef, en or. Ainsi, leur cours ne dépendait, ni de leur lieu d'émission, ni de l'époque à laquelle elles avaient été frappées.

#### L'activité du prêteur: la pesée au trébuchet
L'homme est entièrement absorbé par la pesée de pièces au moyen d'une petite balance de changeur portative à fléau, aussi appelée trébuchet, et dont l'étui noir est posé devant lui. Il en vérifie le poids grâce à une pile de Charlemagne, série de godets de métal s'emboîtant les uns dans les autres, dont la boîte est ouverte à côté de lui. Cette opération a pour but, non seulement d'évaluer le poids exact de la pièce afin d'établir son équivalence avec les autres, mais aussi d'en vérifier la teneur exacte en métal précieux, à une époque où il n'était pas rare de rogner les pièces, notamment sur la tranche, pour en récupérer la limaille. Cette vérification du poids au trébuchet, précédée généralement d'un examen empirique du son de la monnaie, était censé vérifier le bon aloi de la pièce, et est à l'origine de l'expression espèces sonnantes et trébuchantes.

#### «Prêteur» ou de «changeur»?
La nature précise de l'opération représentée sur le tableau - qui a donné lieu aux hésitations sur son titre - reste ambiguë, et ne permet pas de trancher réellement en faveur de « prêteur » ou de « changeur ». Le miroir convexe désigne certes clairement le client placé devant la table, et dont le bras repose sur le bord de la fenêtre. Mais qu'attend-il précisément du prêteur ? Est-il venu échanger des valeurs (vase, perles, bagues) contre des espèces, que le prêteur lui pèserait une à une : celle sur le trébuchet, celle qu'il tient entre ses doigts et les deux posées sur la table, l'une sur l'autre, au plus près du client) ? Ou au contraire, dans une transaction et un mouvement inverses, le client viendrait-il changer ses pièces, qu'il aurait posées sur la table, et que le prêteur vérifierait une à une, avant de les joindre à son tas ? Toujours est-il que le centre d'intérêt du tableau, celui qui attire les regards des trois personnages, est l'or, faisant presque oublier qu'il ne s'agit là que d'un sixième de la surface de l'œuvre.

### Une allégorie de la vanité et de l'avarice
L'hypothèse la plus généralement admise quant à signification de ce tableau serait qu'il s'agit d'une œuvre à caractère allégorique et moralisateur, sur le thème de la vanité des biens terrestres opposés aux valeurs chrétiennes intemporelles, et d'une dénonciation de l'avarice, comme péché capital.

#### Complémentarité et opposition entre le prêteur et sa femme: le profane et le sacré
Le tableau joue sur des effets d'échos et d'oppositions, entre le prêteur et sa femme. Du point de vue de la composition, le tableau présente une symétrie nette entre la droite et la gauche, le couple penchant leurs bustes respectifs l'un vers l'autre, de part et d'autre d'un axe vertical médian. Du point de vue des couleurs, le gris-bleu de la veste de l'homme, et le vert de sa coiffe, s'opposent au rouge de la robe de la femme. Ce même contraste de couleurs se retrouve, inversé et en miniature, dans les motifs quadrilobés du haut de la fenêtre, reflétés dans le miroir convexe. Mais l'homme et la femme se correspondent par la richesse de leurs vêtements et des bijoux dont ils sont parés : fourrure au col et aux manches du couple, épingle d'or ornant le milieu de la coiffe de la femme, sur son front, bagues, à l'index droit pour l'homme, à l'auriculaire droit pour la femme. Les mains effectuent d'ailleurs des gestes similaires : pincée des doigts de la gauche, en l'air, qui retient, le trébuchet pour l'homme, et la page d'un livre d'Heures pour la femme, main droite reposant sur la table, une pièce entre le pouce et l'index replié pour l'homme, le majeur retenant le fermoir du livre d'Heures pour la femme. Cependant, la symétrie est compliquée par le fait que les mains de la femme se croisent, et non celles de son mari. Partant des deux mains gauches, deux mouvements de rotation se correspondent : celui du trébuchet pivotant autour de son axe, et celui de la page tournée du livre sacré, maintenue en l'air dans l'instant du tableau.

#### La balance et le livre d'heures
Les deux objets qu'ils manipulent jouent là encore par opposition : d'un côté, le trébuchet renvoie au monde matériel, celui de l’argent et de l'avarice, et de l'autre, le livre d'heures représente, dans un rouge qui fait écho à la tenue de la femme, une Vierge à l'Enfant, évocation du monde spirituel et chrétien. Sur la page de gauche de ce livre d'Heures, richement relié et enluminé, on distingue un texte dont la lettrine figure un agneau, symbole christique dans L'Apocalypse de la Bible. Mais la femme détourne le regard du livre sacré, et se laisse absorber par le trébuchet, comme attirée par l’or, de même que son mari, tout entier à sa pesée. Les richesses matérielles détourneraient du monde spirituel, et le trébuchet prendrait une valeur allégorique, incarnant la pesée des âmes avant l'accession au Paradis. Le cadre du tableau portait d'ailleurs, en latin, la citation biblique suivante, ajoutée a posteriori et aujourd'hui effacée : Statura justa et aequa sint pondere (« Que la balance soit juste et les poids égaux »).

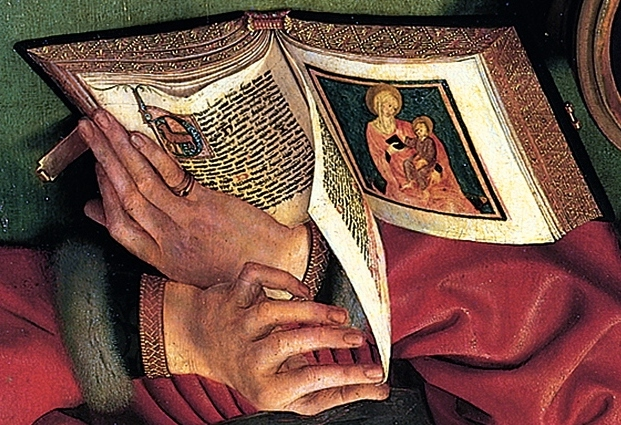
Le livre d'heures, détail inversé

#### Les objets sur l'étagère
À l'arrière-plan, sur le mur du fond de la pièce, deux étagères traitées en nature morte sont chargées d'objets dont la signification dépasse le simple caractère anecdotique et réaliste pour revêtir une valeur symbolique chrétienne, codifiée selon une iconographie largement répandue chez les primitifs flamands, notamment depuis Jan van Eyck. Là encore, l'opposition entre les valeurs profane et sacrée, temporelle et intemporelle, entre le bien et le mal, semble prévaloir.

##### L'étagère inférieure
Sur l'étagère inférieure, on voit, à l'extrémité gauche, une boîte fermée, symbole de la divinité cachée, et à l'extrémité droite, une bougie éteinte, symbole de vanité et de mort.

##### L'étagère supérieure
Sur l'étagère supérieure, on distingue, de gauche à droite, une carafe de verre transparent de forme cylindrique, remplie d'eau, symbolisant traditionnellement l'Immaculée conception (la lumière traversant la carafe et l'eau sans les corrompre), puis, maintenus à deux clous plantés sur l'étagère, un chapelet de six perles de verre, symbole de la Vierge, et un second trébuchet rappelant peut-être la balance du Jugement Dernier. Placé à droite d'un rouleau de parchemin, un petit plateau de métal ciselé se trouve derrière un fruit à peau granuleuse (une pomme, allusion traditionnelle au péché originel d'Ève ?). Reposent enfin des titres et des gages récemment amenés, des papiers avec des lignes de compte et des livres dont l'un est surmonté d'un rouleau de parchemin sur lequel l'artiste a discrètement apposé sa signature, y dessinant une sorte de croix faite d'un marteau et d'une enclume, peut-être une allusion à son premier métier de forgeron.

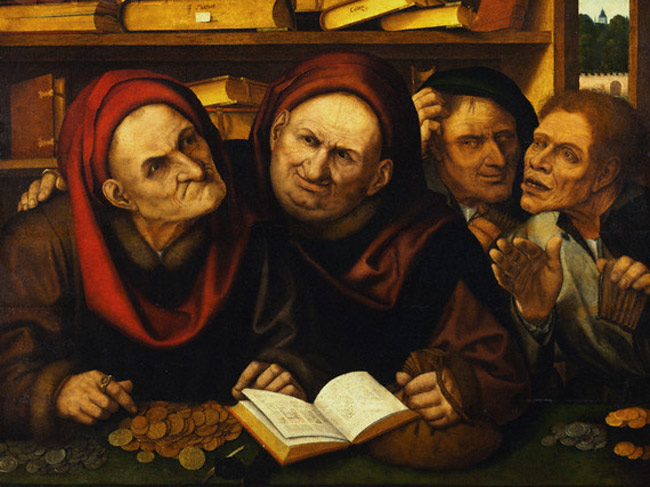
Les usuriers de Quentin Metsys (1520).

#### L'opposition entre l'intérieur et l'extérieur
Enfin, le tableau, quoique représentant une scène d'intérieur, suggère plusieurs échappées vers le hors-cadre, selon un procédé courant chez les peintres flamands. Dans l'angle supérieur gauche, si la lumière traverse la carafe cylindrique, elle renvoie tout de même, à la manière d'un miroir convexe, la lumière terrestre, par le reflet de la fenêtre qui s'ouvre sur le mur de gauche. Dans la partie supérieure droite, une porte entrebâillée s'ouvre sur la rue située derrière la boutique du changeur, et l'on assiste à une petite scène familière, un homme tendant un index vers le haut à un second, comme pour le prévenir du danger qu’il y aurait à pénétrer dans ces lieux. Enfin, le miroir convexe posé au milieu de la table reflète l'espace situé devant et à gauche du cadre, celui du client du prêteur, dont le bras repose nonchalamment sur le rebord de la fenêtre, à la base exacte d'une croisée qui pourrait faire penser à une croix chrétienne, mais aussi celui du spectateur, lui-même client potentiel, et menacé par les valeurs vaines et l'avarice.

## Fortune et réinterprétations de l'œuvre

### Une réinterprétation d'un tableau perdu de Jan van Eyck?
Dans le chapitre des Primitifs flamands intitulé « Les héritiers des fondateurs », Erwin Panofsky considère Le Changeur et sa femme comme une « reconstitution » d'une « œuvre perdue de Jan van Eyck (une « peinture avec figures à mi-corps, représentant un patron faisant ses comptes avec son employé »), que Marcantonio Michiel déclare avoir vue à la Casa Lampagnano à Milan ». Les arguments qu'il utilise sont, outre la proximité évidente du sujet du Changeur et sa femme et de la description de celui de van Eyck, le caractère archaïque des costumes des personnages, ainsi que de la technique employée par Metsys en 1514. Pour étayer son hypothèse, il rapproche l'œuvre de Metsys de plusieurs tableaux de van Eyck. L'intérieur rappelle en effet celui du Saint Jérôme dans son étude (v. 1435, Detroit Institute of Art, Detroit), avec ses étagères traitées en nature-morte, remplies de livres et d'objets à caractère allégoriques (entre autres choses, un chapelet de verre, une vase cylindrique rempli d'eau, une pomme) ; la table sur laquelle saint Jérôme lit est recouverte d'un même drap vert, et est elle aussi encombrée d'objets. Panofsky rapproche en outre la coiffe de la femme du prêteur de celle du Portrait de Margareta (1439, Musée Groeninge, Bruges), pour justifier le caractère archaïque des habits chez Metsys. Enfin, il considère le miroir convexe tourné vers la fenêtre comme une reprise, non de celui des Époux Arnolfini de van Eyck, mais de celui d'un tableau d'un de ses élèves, Petrus Christus, dont le sujet est en effet très proche, Un Orfèvre dans son atelier, peut-être saint Éloi (1449, Metropolitan Museum of Art, New York).

### Reprises, imitations, sujets similaires
Le tableau est représenté dans l'angle inférieur droit du tableau de Willem van Haecht représentant la galerie de Cornélius van der Geest, un siècle plus tard, dans les années 1630. Van der Geest était un grand amateur de Quentin Metsys et a possédé plusieurs de ses tableaux, notamment celui-ci.
Le tableau de Metsys a par la suite souvent été copié. De ses adaptations les plus évidentes, on peut citer les nombreuses versions de Marinus van Reymerswale, sur le même titre, dont les variantes et répliques se trouvent, entre autres, aux Musées des beaux-arts de Valenciennes et de Nantes en France, au Musée du Prado à Madrid en Espagne, à l'Alte Pinakothek de Munich en Allemagne, etc.
Le sujet du peseur d'or au trébuchet a connu une grande fortune chez les peintres flamands des XVIe et XVIIe siècles, dans des allégories dénonçant la cupidité, l'avarice, et la vanité des richesses terrestres, par exemple, et sans vouloir être exhaustif, L'Homme pesant de l'or d'Adriaen Ysenbrandt (1515–1520, Metropolitan Museum, New York ), Le Peseur d'or de Salomon Koninck (1654, Musée Boijmans Van Beuningen, Rotterdam, Pays-Bas), Le Peseur d'or de Gérard Dou (1664, Musée du Louvre, Paris), etc. Beaucoup plus original est le tableau de Johannes Vermeer, La Femme à la balance (vers 1664, National Gallery of Art, Washington, États-Unis), où la pesée de la femme, visiblement enceinte, semble évoquer l'évaluation de l'âme de l'enfant à venir.

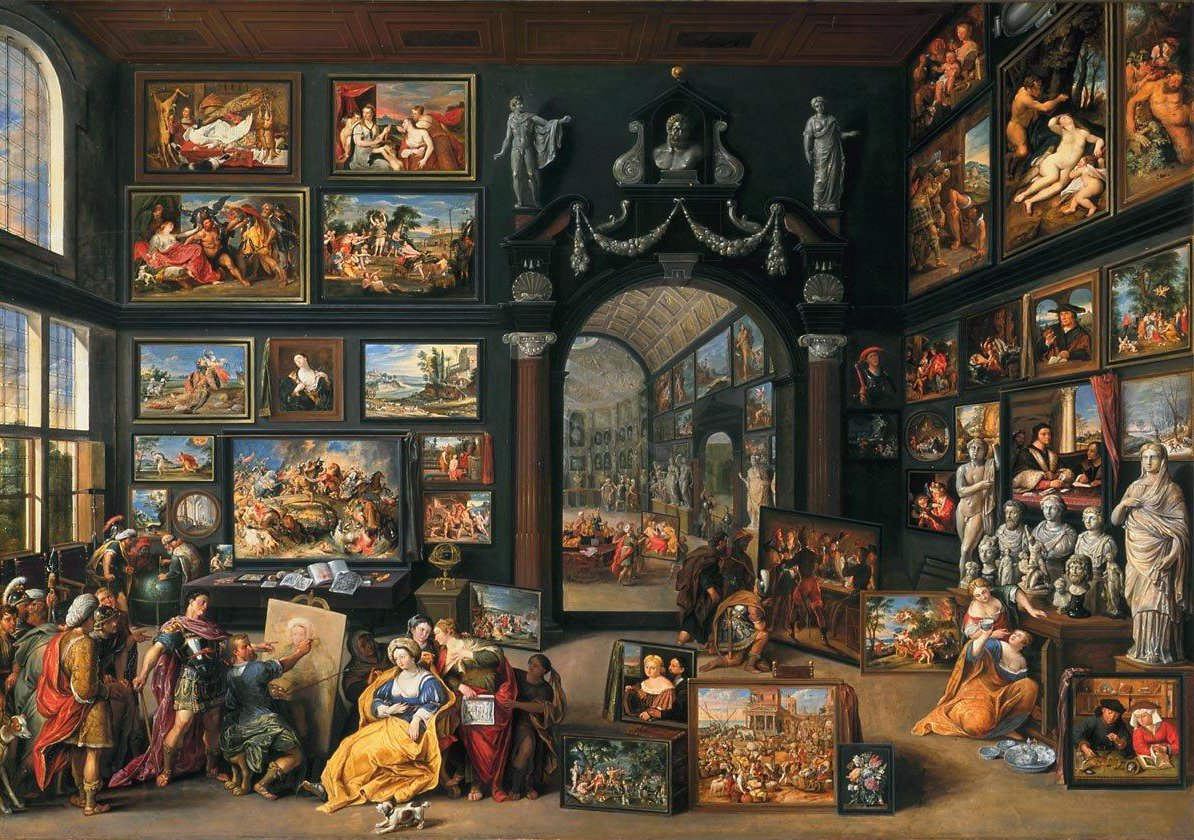
Willem van Haecht, Les Peintures d'Apelle de Campaspe, vers 1630, 104,9 × 148,7 cm, La Haye, Mauritshuis.
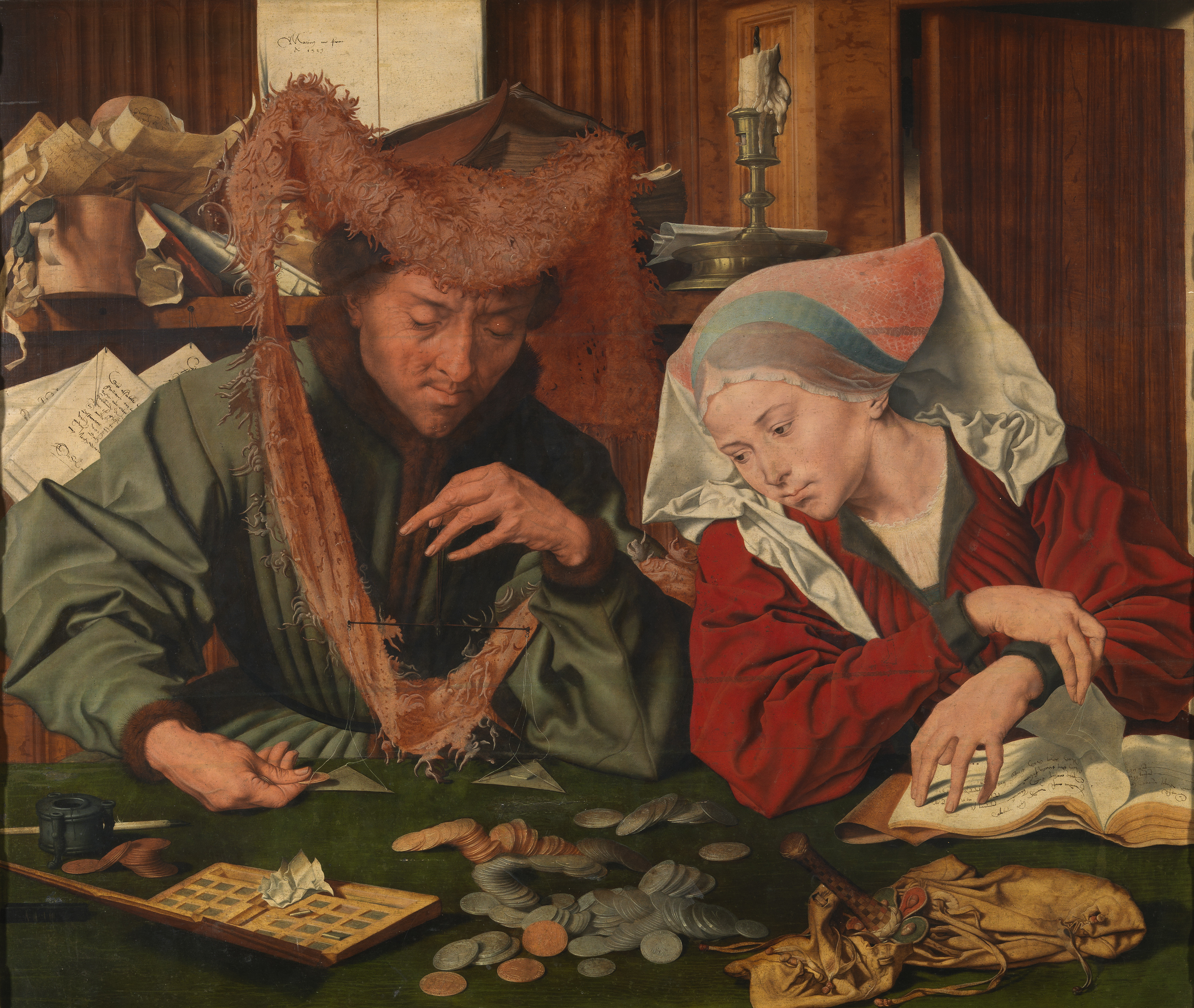
Marinus van Reymerswaleune, Le Changeur et sa femme, 1539. Musée du Prado, Madrid.
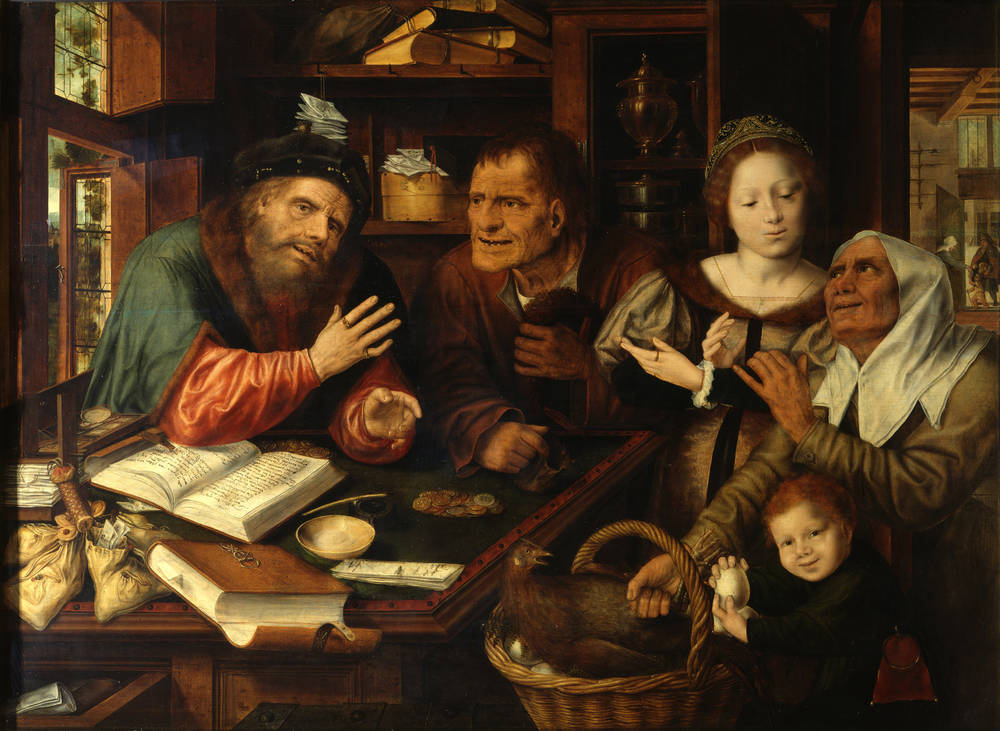
Jan Matsys, Le Collecteur d'impôts, Gemäldegalerie Alte Meister, Dresde.
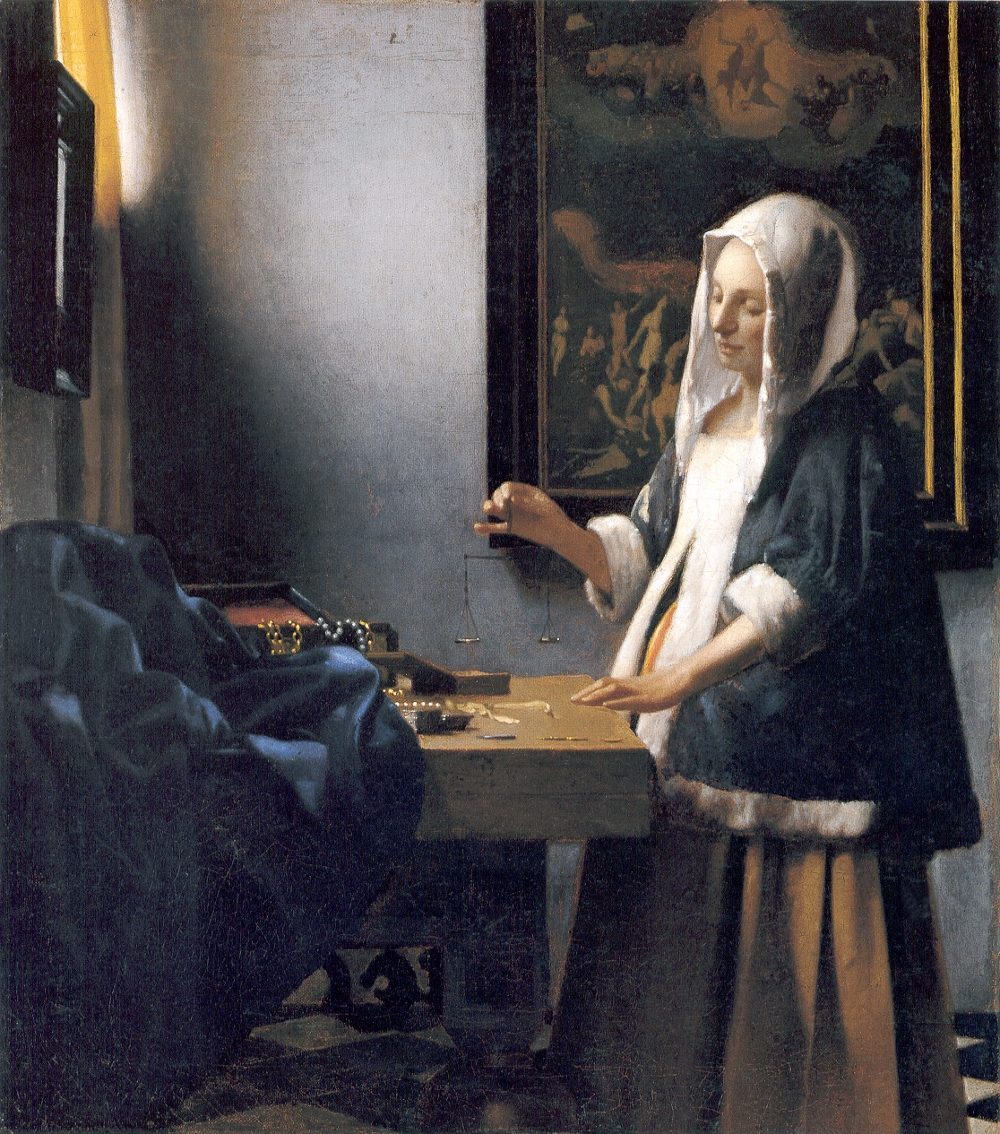
Johannes Vermeer, La Femme à la balance, vers 1664. National Gallery of Art, Washington.
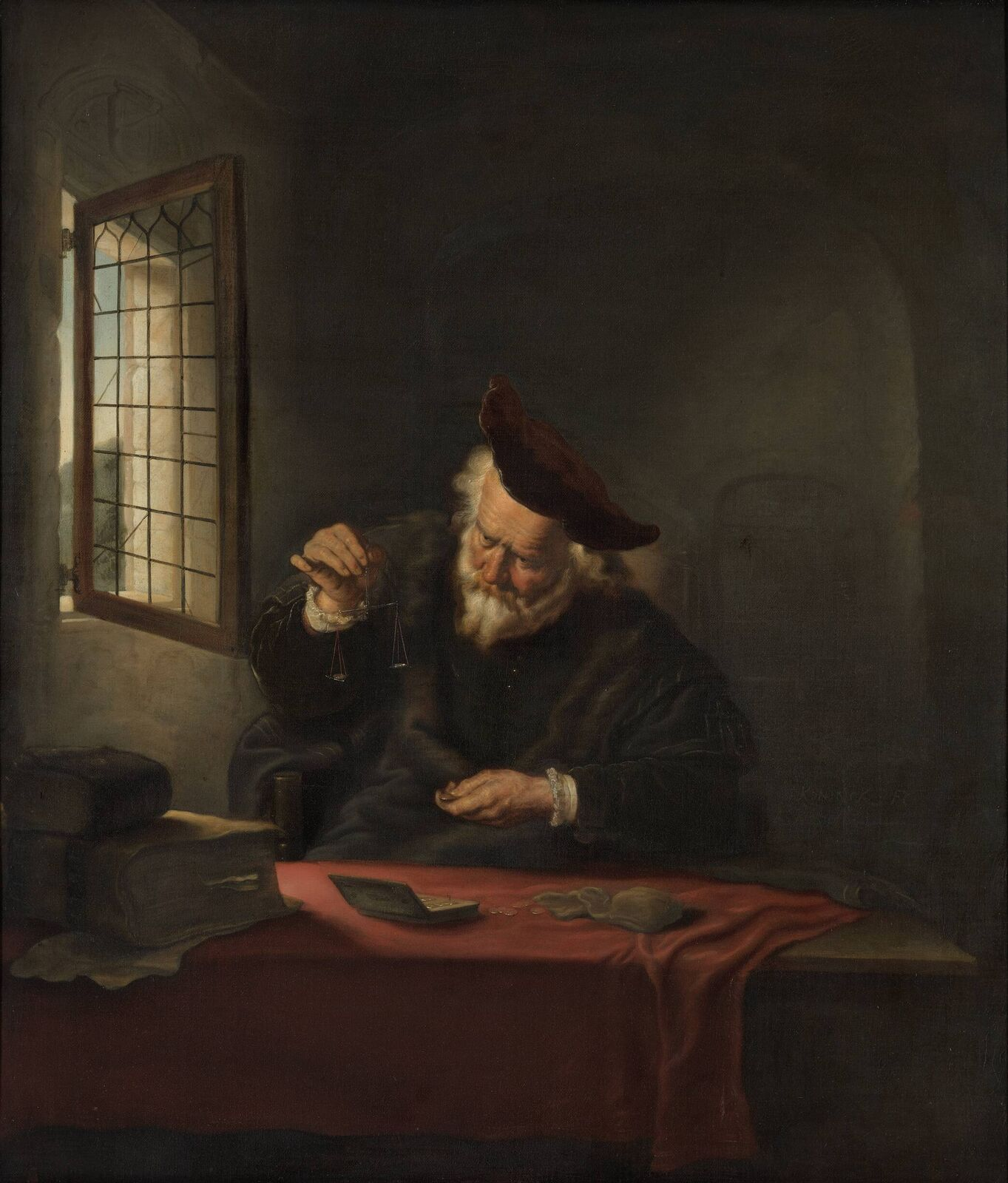
Salomon Koninck, Le Peseur d'or, 1654, Musée Boijmans Van Beuningen.

### Allusions dansLa Vie mode d'emploide Georges Perec
Dans La Vie mode d'emploi de Georges Perec, le tableau de Quentin Metsys, qu'il intitule Le Banquier et sa femme dans son cahier préparatoire d'« Allusions et détails », donne lieu à dix allusions, parfois très minces, réparties dans dix chapitres :
- chapitre 6 : « …des perles de belle grosseur posées à droite de la plaque sur un petit coussin de soie noire. » (p. 39[16])
- chapitre 8 : « …tout un lot de petits miroirs convexes, et il se mit à fabriquer ce que l'on appelle des “miroirs de sorcières” » (p. 51)
- chapitre 17 : « …les boîtes de madeleine de Commercy en bois déroulé ? » (p. 91)
- chapitre 20 : « …un homme d'une quarantaine d'années, portant un blouson à col de fourrure… » (p. 100)
- chapitre 42 : « …et quelques maximes du genre Statura justa et aequa sint pondere. » (p. 241)
- chapitre 54 : « Elle est vêtue d'un tailleur de velours rouge avec un col de fourrure. Pour regarder la broche que son mari lui montre, elle a levé les yeux du livre qu'elle était en train de consulter… » (p. 315-16)
- chapitre 61 : « …une unique pomme rouge sur une assiette d'étain… » (p. 367)
- chapitre 62 : « …une petite boîte à poids telle qu'en utilisaient les changeurs et les peseurs d'or, boîte ronde dans laquelle les mesures cylindriques entrent les unes dans les autres à la manière des poupées russes… » (p. 372)
- chapitre 67 : « …et un roman vraisemblablement populaire intitulé Les Epices ou la Vengeance du Ferronnier de Louvain… » (p. 403)
- chapitre 73 : « Ses éphémères successeurs furent […] un vieil horloger […] et enfin, vers la fin des années trente, un bourrelier nommé Albert Massy. » (p. 434)

### Filmographie
- Les Petits Secrets des grands tableaux, de Clément Cogitore, documentaire Arte, 2013, 27 minutes.